# 秋田市立将軍野中学校
「秋田市立将軍野中学校（あきたしりつしょうぐんのちゅうがっこう）」は秋田県秋田市将軍野にある公立中学校。略称は「将中」。

## 概要

### 位置

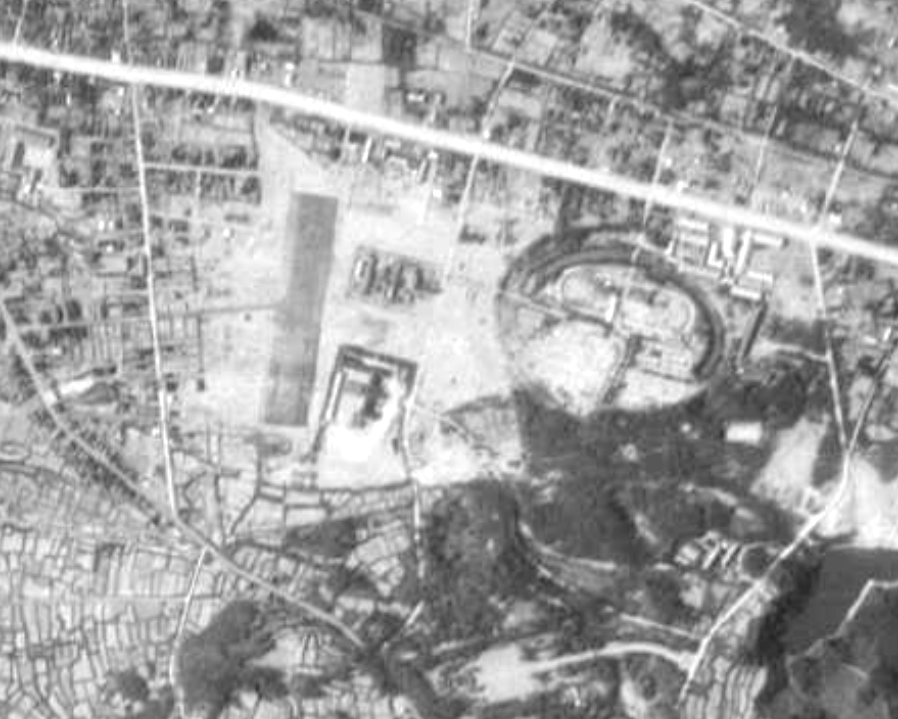
1948年の将軍野遊園地跡

学校周辺には、秋田城跡や秋田県護国神社などがある。近くには秋田市立高清水小学校などの学校が多く、文教地区となっている。戦前1927年から1945年まで、同校敷地は、東北最大複合スポーツ施設将軍野遊園地として利用されていて、野球場（帝石球場）、水泳場、相撲場、スキー場（高清水スキー場）、テニスコート、弓道場、水遊場、演芸場などがあった。1913年秋田馬車鉄道は乗降客誘致のために同地に49万5千坪の遊園地ルナパークの建設を計画したが実現しなかった。その後、栗原源蔵は当時東北最大の1927年（昭和2年）8月11日に将軍野遊園地が開園した。水遊場ではボート遊びもできた。昭和の大不況でも遊園地は一大娯楽施設として多くの人に親しまれたが、戦争が始まると利用者も激減し、1945年（昭和20年）8月に閉園した。戦後は、鉱手養成所（通称、石油学校）を運営していた帝国石油や秋田市が管理していた。秋田市電将軍野停留所が設置され、沿線開発の一環となっていた。

### 面積
- 校地面積 29,721 m2
- 校舎面積 6,584 m2
- 屋内運動場面積 1,804 m2
- 部室面積 158 m2

### 学区
- 秋田市立高清水小学校
- 秋田市立寺内小学校の一部
- 秋田市立土崎南小学校の一部

その一方で、学校から1km圏内でも秋田市立土崎中学校や秋田市立外旭川中学校に進学する地域がある。
秋田市立土崎中学校との統合が検討されている。

## 行事
- 輝流WAVE Part1（スポーツ祭）
- 輝流WAVE Part2（学校公開・開会式）
- 輝流WAVE Part3（合唱コンクール・閉会式） - 秋田市児童会館で行われる。
- 3年生激励会 - 生徒会執行部中心になって3年生を激励する。

## 部活動
運動部
- 野球部
- サッカー部
- 女子バスケットボール部
- 男子バスケットボール部
- バレーボール部
- 女子卓球部
- 男子ソフトテニス部
- 陸上競技部
- ラグビー部
- 水泳部

文化部
- 吹奏楽部
- 美術部

## 委員会
- 評議委員会
- 生活委員会
- 保健委員会
- 文化委員会
- 選挙管理委員会

## 生徒会執行部
会長1名・副会長4名・事務局員若干名の約9名でなっている。主な仕事は、スローガンを決めたり生徒総会の企画・運営などをすることである。

## 沿革

### 年表
- 1982年 秋田市立高清水中学校・秋田市立土崎中学校の過密化解消のために創立
- 1995年 武道館完成
- 2000年 グラウンド改修工事完了
- 2004年 多目的ホール改修工事完了
- 2005年 耐震補強工事完了
- 2021年 昇降機棟増設等設計監理業務委託および工事

### 校歌・応援歌等
- 秋田市立将軍野中学校校歌
- 将中健児
- 秋田市立将軍野中学校応援歌
- 将中賛歌
- 将中ソング

## 市大会成績
2008年
女子バスケットボール優勝・ラグビーボール準優勝・男子テニス個人・団体準優勝・相撲個人優勝・女子柔道第3位
（以上県大会出場）
2009年
女子バスケットボール3位・女子卓球3位・女子バレーボール3位

## 県大会成績
- 剣道団体準優勝
- バレーボール優勝
- 柔道個人ベスト4
- 水泳1500m自由形1位

## 東北大会成績
剣道団体優勝

## 著名な出身者

### 芸術・文化・芸能
- 高橋紘子（ヴァイオリン奏者）
- 永沢たかし（お笑い芸人 - 磁石）

### スポーツ
- 攝津正（プロ野球選手 - 福岡ソフトバンクホークス）
- 土井さくら（バレーボール選手 - 日立リヴァーレ）
- 刀根豊 （サッカー選手 - TDKサッカー部）

## その他
- 将軍野という地名は、坂上田村麻呂が陣をひいたことが由来とされている。
- 秋田市内の中学校では珍しく女子の制服（セーラー服）のスカーフの色が赤（他校は白）。